# Campeonato Santomense de 2015
O Campeonato Santomense de 2015 foi a 30ª edição do Campeonato Santomense de Futebol, competição nacional das ilhas de São Tomé e Príncipe.
Neste ano tivemos 16 clubes para 1ª Divisão, sendo 10 para São Tomé e 6 para o Príncipe. O vencedor do torneio classificou-se para a fase preliminar da Liga dos Campeões da CAF de 2016.

## Final do Campeonato
Pela segunda vez na história, tivemos dois representantes do Sporting Clube como finalistas do torneio. A final foi disputada em dois jogos entre o Sporting Clube do Príncipe e o Sporting Praia Cruz, da Ilha de São Tomé, campeões das ligas insulares.
Partidas:
| 15 de novembro de 2015 | Sporting Praia Cruz             | 4 – 2     | Sporting Clube do Príncipe | Estádio Nacional 12 de Julho, Cidade de São Tomé |
| 12:00 UTC+1            | Jair 38', Zé 40', 65', Jaty 87' | Relatório | Artur 15', Tó 46'          |                                                  |

| 21 de novembro de 2015 | Sporting Clube do Príncipe | 2 – 1     | Sporting Praia Cruz | Estádio 13 de Junho, Santo António |
| 12:00 UTC+1            | Abel 46, Maiê 73' (pen)    | Relatório | Jaty 90'            |                                    |

### Premiação
| Campeonato Santomense de 2015           |
| São Tomé e Príncipe                     |
| --------------------------------------- |
| Sporting Praia Cruz Campeão (7º título) |